# Мацеллум у Герасі
Мацеллум у Герасі – монументальна споруда античного міста Гераса, котре передувало сучасному Джерашу (розташоване за три з половиною десятки кілометрів на північ від столиці Йорданії Амману). Складова частина грандіозного комплексу руїн Гераси.

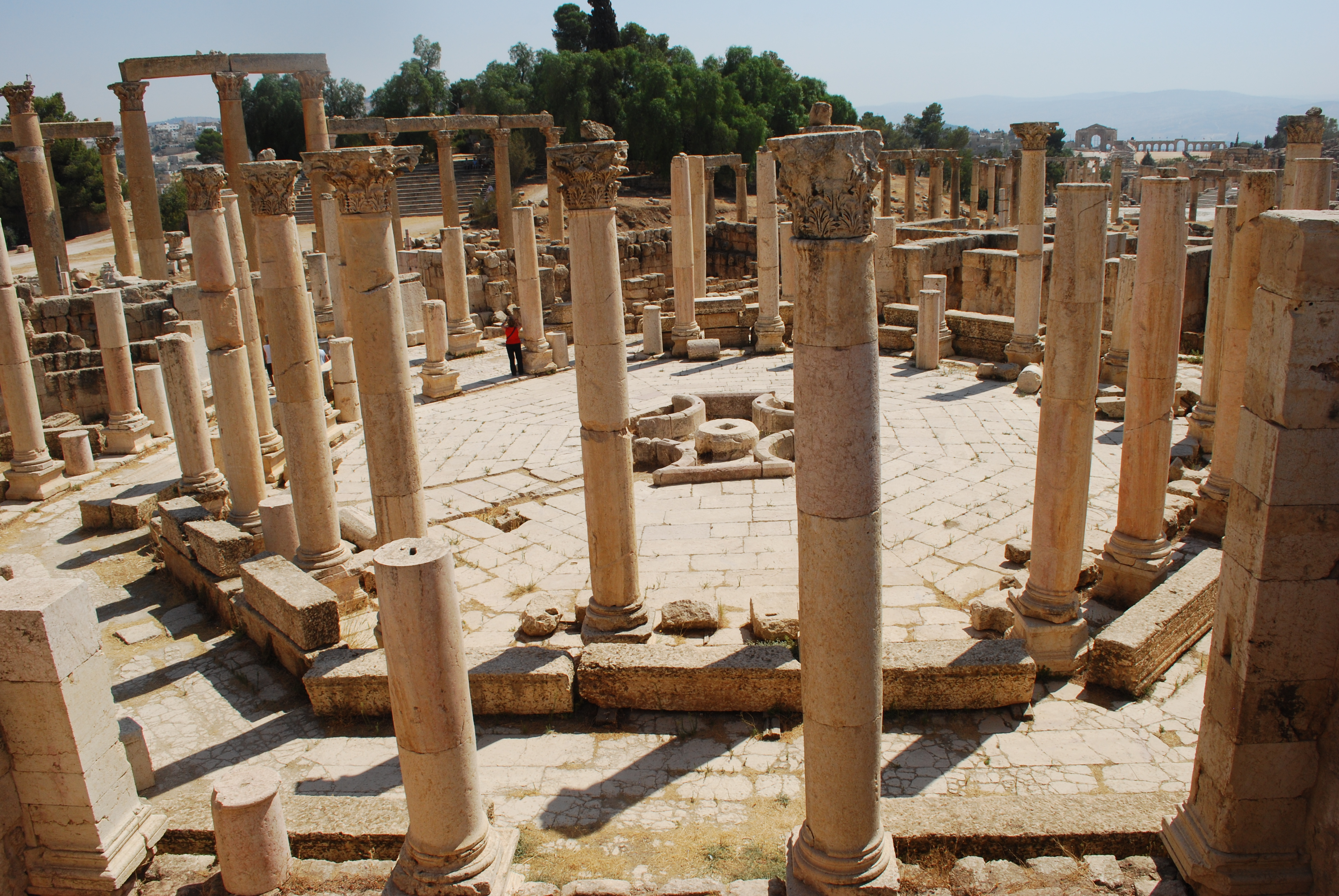
Загальний вигляд споруди із пагорбу над північно-західною екседрою

Мацеллум розташовується на західній стороні герасенської кардо (головна вулиця напрямку північ-південь у містах римської імперії), між Овальною площею та Південним тетрапілоном. Він має традиційне для римських продовольчих ринків регулярне планування, проте без суттєвих збігів з іншими мацеллумами (найбільш відомими серед яких є ринки Лептіс-Магни, Поцуоллі та Помпей). 

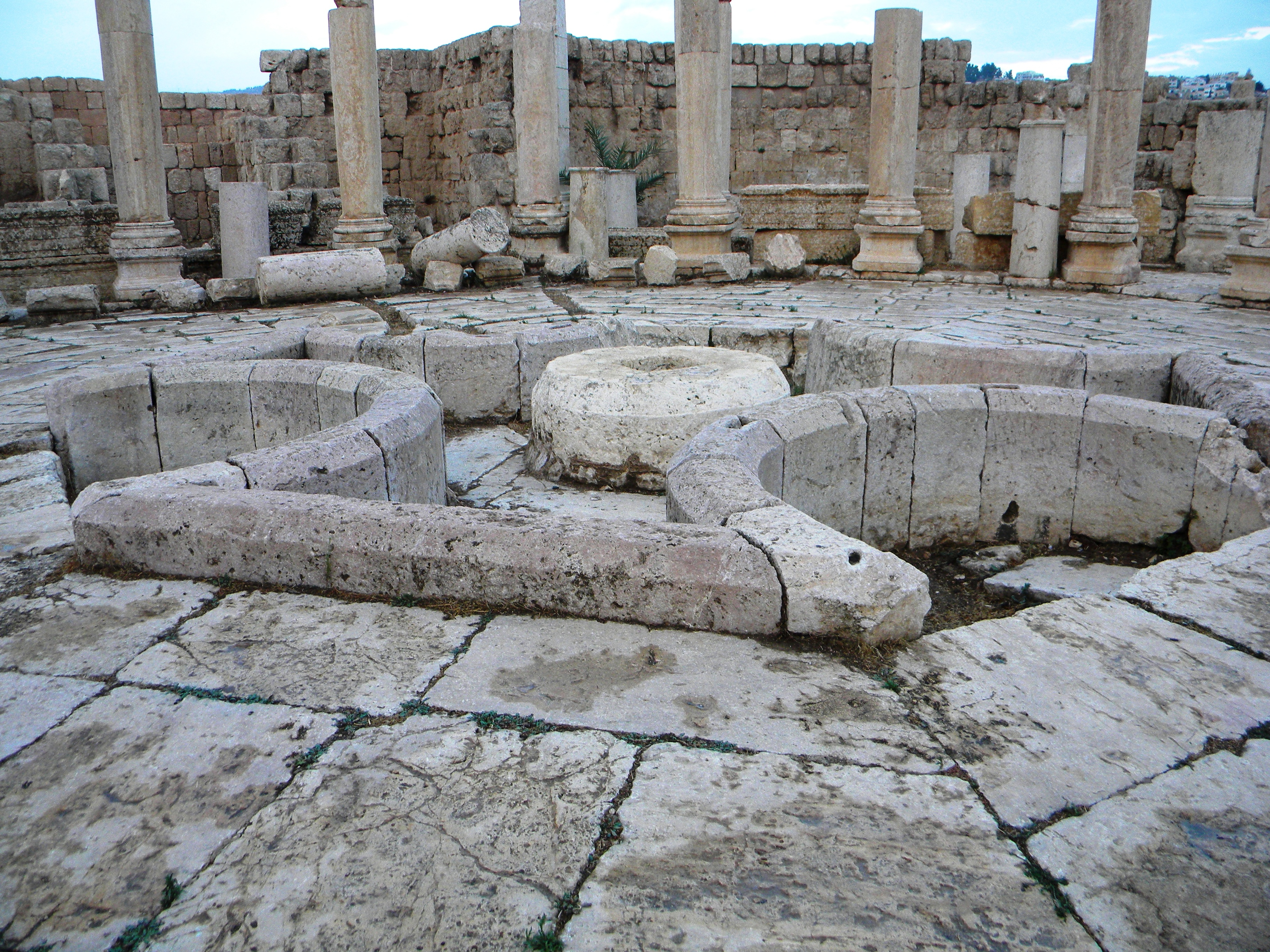
Фонтан у центрі внутрішнього двору мацеллуму

Композиція мацеллуму Гераси організована навколо октагонального (восьмикутного) внутрішнього двору, вимощеного плитами з білого вапняку. В його центрі знаходиться фонтан, стилізований у формі хреста, а по периметру йде портик із 24 колон коринфського ордеру. За портиком по чотирьох кутах споруди розташовані напівкруглі ніші – екседри, вхід до кожної з яких було акцентовано двома колонами. На східній та західній сторонах між екседрами знаходились прямокутні вестибюлі (так само з двома колонами перед кожним із них), а з півночі та півдня екседри розділяли по три невеликі приміщення однакового розміру. Гарне уявлення про план мацеллуму можливо отримати із фото за цим посиланням. 

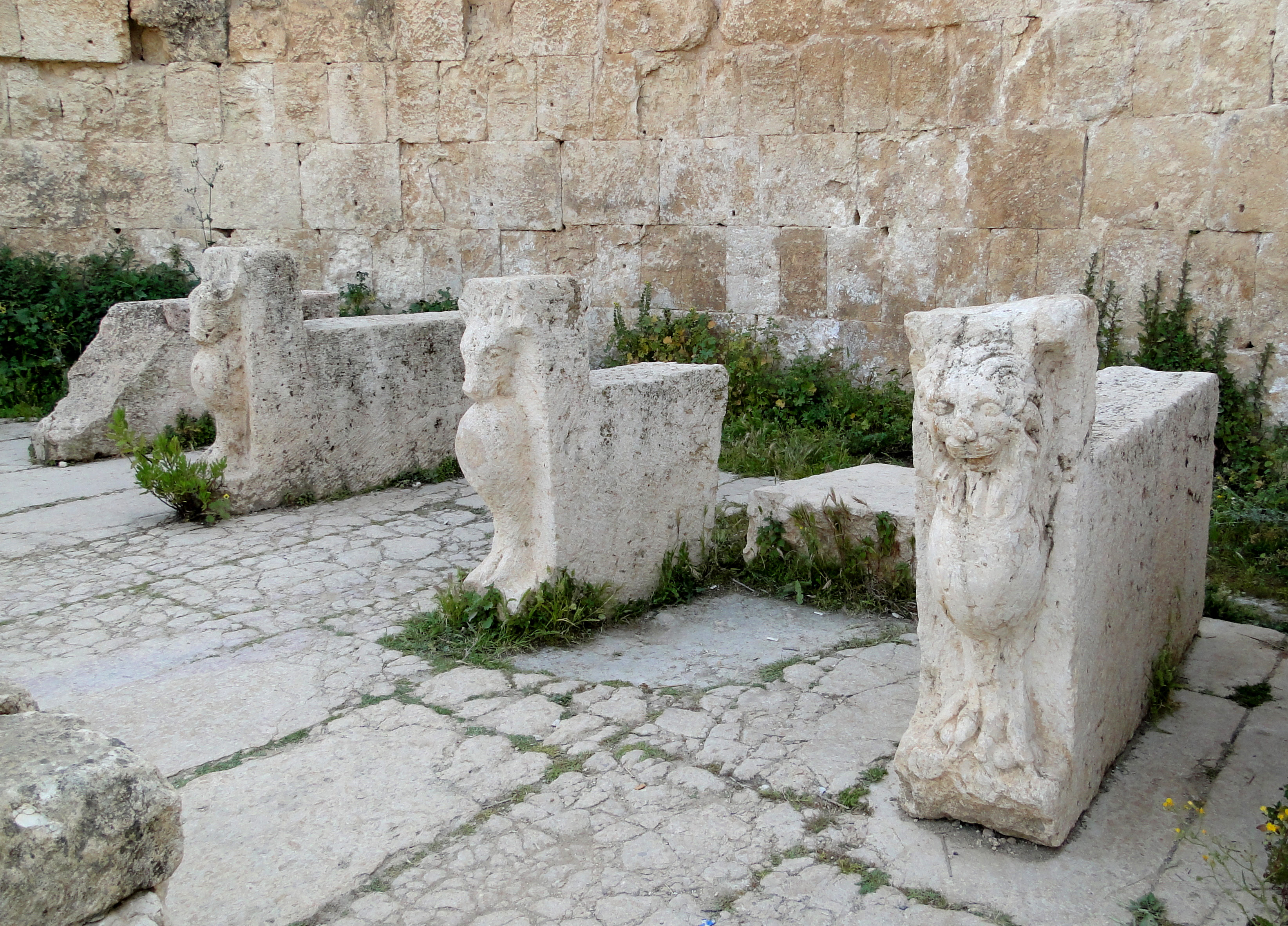
Прикрашені рельєфами опори вимірювальних дощок

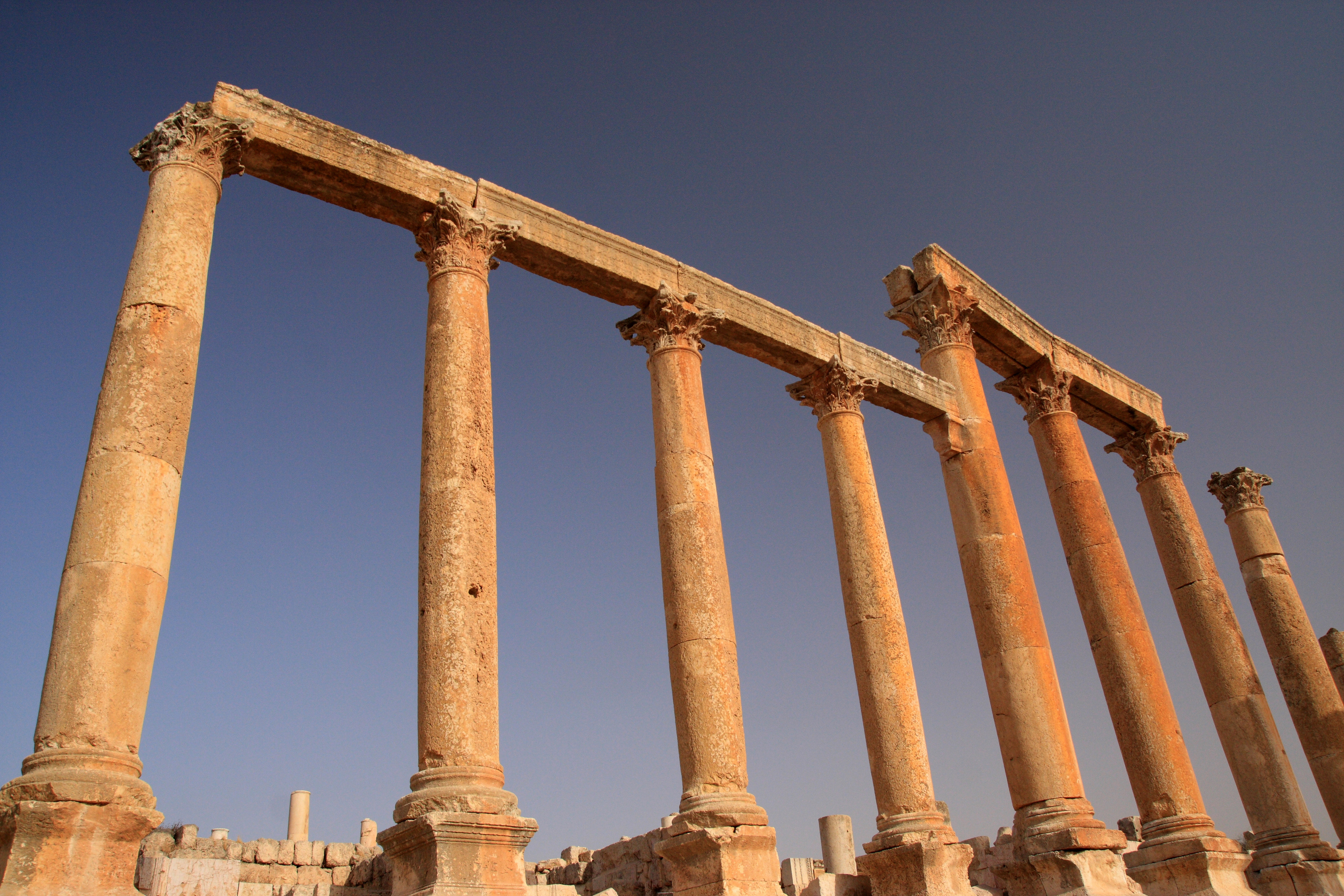
Чотири високі колони (три з них з'єднані архітравом), котрі акцентували вхід до ринку зі сторони кардо

Центральний вхід до ринку знаходився зі сходу, з боку кардо.  Останню з обох боків оточували портики, при цьому навпроти входу до мацеллуму встановили чотири колони, значно вищі за звичайні колони уздовж вулиці. В аудиторію портику західної колонади кардо відкривались вісім магазинів (таберн), розділених на дві рівні групи тридверним проходом до східного вестибюля. З боку кардо перед проходом стояло ще дві колони. У старовинні часи зайти до мацеллуму також було можливо через центральні приміщення на південній та північній сторонах і два входи до західного вестибюля – всі вони наразі недоступні.
Стіни споруди, складені із жовтого вапняку, раніше покривали мармурові плитки (можливо побачити отвори від їх кріплення) та штукатурка у білому і червоному кольорі. Реконструювати ж форму перекриття споруди з урахуванням наявних руйнувань виявилось неможливим.
В екседрах знаходились вимірювальні дошки (menae) у вигляді кам'яних плит на опорах, при цьому останні можливо побачити і зараз. Зовнішні торці опор прикрасили рельєфами левів, диких кабанів та оленів. 
Наявні знахідки не дозволили точно встановити час спорудження герасенського мацеллуму. При розкопках тут знайшли два написи, котрі згадують Тіберія Юлія Юліана Александра, губернатора провінції Аравія, який відбув звідти у 127 році нашої ери. Вони з великою ймовірністю співвідносяться із зведенням споруди, хоча й були виявлені у відмінних від первісного знаходження місцях. Один з написів майже напевно колись прикрашав центральний фонтан ринку. 
В період правління імператора Септимія Севера в аудиторії портика кардо, котрий прилягає до східної сторони мацеллуму, облаштували два фонтани. Датування цих змін виводять із виявленого напису на честь дружини імператора Юлії Домни. А вже у візантійський період підлогу однієї з обернених до кардо таберн та майданчик перед нею господар прикрасив мозаїкою. 
У 6 столітті споруда втратила свою первісну функцію та була перетворена на ремісничу зону, де провадили фарбування тканин та випалювання вапна. На початку ж 7 століття на території колишнього мацеллуму зафіксовані масштабні руйнування, що могло бути викликане вторгненням перських військ у 614-му або землетрусом 631/632 років. Втім, є підстави вважати, що майстерні припинили роботу ще до того, можливо, через проблеми з подачею води.